# Коксохімічний завод в Порт-Кембла

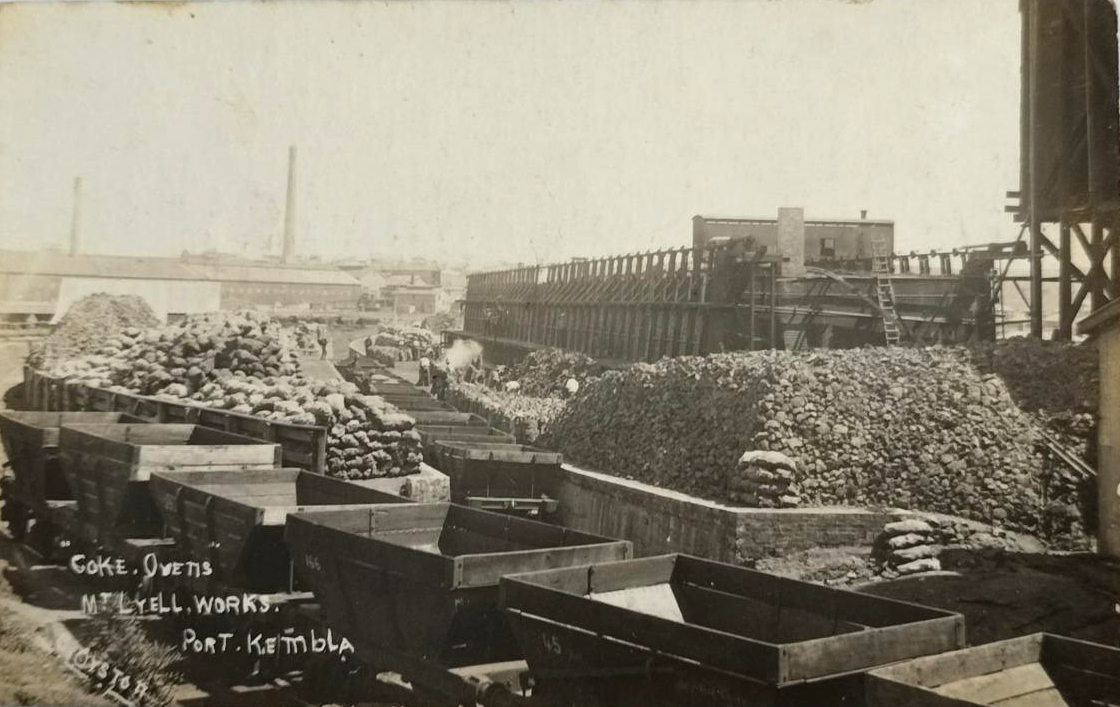
Коксова батерея Mt Lyell, початок 1900-х

Коксохімічний завод в Порт-Кембла – колишнє хімічне виробництво на сході Австралії. 
У 1899 році в Порт-Кембла в районі Рейд-Пойн ввели в дію коксову батарею із 36 камер, що належала Mt Lyell Coke Company. Вона знаходилась неподалік від портових споруд та споживала вугілля, доправлене залезницею з копальні Маунт-Кембла. Кокс упаковували в мішки та відправляли до порту Страхан (західне узбережжя острова Тасманія), звідки вивозили на розташований неподалік мідеплавильний завод у Квінстауні, що належав Mt Lyell Mining & Smelting Company (материнська структура Mt Lyell Coke Company). 
В 1908-му в самому Порт-Кембла запустили мідеплавильний завод компанії Electrolytic Refining and Smelting, що став першочерговим споживачем кокса. 
Низькі ціни на мідь після Першої світової війни мали суттєвий негативний вплив на мідну промисловість, одним з наслідків чого стало закриття в 1925 році коксохімічного заводу в Порт-Кембла. 
Наприкінці 1930-х колишній коксохімічний майданчик викупили для розширення суперфосфатного заводу компанії AFL.